# Rock and Roll Party
Pistes de Destroyer
Do You Love Me
Rock and Roll Party est une chanson de Kiss. Bien qu'elle ne soit pas mentionnée sur la pochette de l'album, elle figure sur leur 4e album Destroyer. Cette chanson est instrumental et ferme cet album.
Rock and Roll Party est une œuvre de Bob Ezrin. Selon lui : ""Il était nécessaire d'arrondir l'expérience si vous écoutiez l'album du début à la fin et que vous avez vraiment eu besoin de quelque chose pour fermer le livre...". Paul ajouta que Rock and Roll Party a été créée parce que l'album est trop court et que "Bob essayait de penser à une façon de prolonger l'album, parce qu'aussi bon qu'il était, c'était court... Nous avons dû remplir l'album"